# Jedenáctková soustava
Jedenáctková soustava (undecimální) je prakticky nepoužívaná číselná soustava o základu 11. Obvykle se v ní používají číslice desítkové soustavy (0-9) doplněné o písmeno A (hodnota 10).
Byla zmíněna Lagrangem jako protiargument v diskusi francouzské metrické komise o případném zavedení dvanáctkové soustavy v roce 1790.

## Srovnání s desítkovou soustavou
| Číslo v desítkové soustavě | Číslo v jedenáctkové soustavě |
| -------------------------- | ----------------------------- |
| 1                          | 1                             |
| 2                          | 2                             |
| 3                          | 3                             |
| 4                          | 4                             |
| 5                          | 5                             |
| 6                          | 6                             |
| 7                          | 7                             |
| 8                          | 8                             |
| 9                          | 9                             |
| 10                         | A                             |
| 100                        | 91                            |
| 1000                       | 82A                           |
| 10 000                     | 7 571                         |
| 100 000                    | 69 14A                        |
| 1 000                      | 623 351                       |